# Chronik des Bürgerkriegs in Syrien 2011

Stand des Konflikts im Dezember 2011
Von den syrischen Sicherheitskräften gehaltene Städte
Von Rebellen eroberte Städte
Umkämpfte Städte bzw. unklare Situation

Von der Opposition verwendete Flagge der Syrischen Republik (1930–1963)

Die Chronik des Bürgerkriegs in Syrien 2011 erfasst die Ereignisse des Bürgerkriegs in Syrien im Jahr 2011.

## Januar/Februar
Angesichts der Entwicklungen in Tunesien und Ägypten gab der syrische Präsident Baschar al-Assad am 31. Januar 2011 dem Wall Street Journal ein Interview, in dem er die Notwendigkeit von Reformen ansprach. Ein Übergreifen der Proteste auch auf Syrien sei jedoch unwahrscheinlich, da die Verhältnisse in Syrien anders lägen.
Am 4. und 5. Februar riefen Oppositionelle zu Protesten an einem „Tag des Zorns“ auf. Die Resonanz blieb jedoch weitgehend aus und es kam zu keinen größeren öffentlichen Protesten. Am besagten „Tag des Zorns“ am 11. März 2011 nahm nur eine überschaubare Anzahl an Demonstranten am Protest in Damaskus teil. Nach Berichten der Opposition verhafteten die syrischen Behörden im Nachgang aber zahlreiche politische Oppositionelle. Unter ihnen war auch der Führer der islamisch-demokratischen Bewegung Ghassan al-Nadschar.
Am 15. Februar sprühten einige Schulkinder zwei Graffiti auf eine Mauer in ihrem Schulhof in Darʿā, welche ins Deutsche übersetzt „Du bist dran, Doktor!“ und „Nieder mit dir Assad!“ bedeuteten. Mit Doktor war Assad gemeint, der vor seiner Präsidentschaft als Augenarzt gearbeitet hatte. Nachdem der Schulleiter anderntags die Polizei informiert hatte, wurden einige Kinder verhört, um die Namen der Urheber der Graffiti in Erfahrung zu bringen, welche anschließend verhaftet und gefoltert wurden. Dies führte zu Protesten besorgter Eltern in Daraa.

## März
Ab Mitte März kam es zu mehreren kleinen Protesten in Damaskus und in der mehrheitlich von Kurden bewohnten Stadt Qamischli. Es wurde dabei unter anderem die Entlassung von politisch Inhaftierten, größere Freiheit und der Beginn von Reformen gefordert. Die Demonstrationen wurden von Sicherheitskräften gewaltsam aufgelöst und mehrere Beteiligte festgenommen. Anschließend demonstrierten Anhänger der Baath-Regierung.
Am 17. März kam es zu schweren Zusammenstößen in der südsyrischen Stadt Darʿā, bei denen mindestens fünf Menschen starben. Besonders Rami Machluf, Cousin von Präsident Baschar al-Assad und Symbolfigur der Korruption in Syrien, stand im Zentrum der Kritik. Bei den Protesten wurde die al-Omari-Moschee als Organisationsbasis für Demonstrationen benutzt.
Am 19. März kam es bei der Beisetzung von zuvor getöteten Demonstranten zu starken Demonstrationen. Nach Oppositionsangaben skandierten mehr als 10.000 Menschen Parolen gegen die Regierung. Die Demonstration wurde durch Polizeikräfte aufgelöst. Auch in den Folgetagen kam es trotz massiver Polizeipräsenz immer wieder zu Demonstrationen in Darʿā, die von der Polizei gewaltsam unterdrückt wurden. Dabei kamen wiederholt Menschen ums Leben. Am 20. März setzten Protestierende öffentliche Gebäude sowie Filialen des Mobilfunkbetreibers SyriaTel, der sich im Besitz von Rami Machluf befindet, in Brand. Der bisherige Gouverneur von Darʿā wurde entlassen. Gegen den Chef der Abteilung für politische Sicherheit in Darʿā, Oberst Atef Najib, ein Cousin Bashars aus der Machluf-Familie, wurde eine interne Untersuchung eingeleitet.
Am 22. März 2011 versammelten sich über 1000 Demonstranten und bildeten eine Menschenkette zum Schutz der al-Omari-Moschee. Am darauffolgenden Morgen stürmten die Sicherheitskräfte unter Einsatz von Tränengas und Heckenschützen die Moschee. Laut Angaben eines Krankenhausvertreters kamen dabei mindestens 37 Personen ums Leben, alle hatten Schusswunden. Die Regierung sprach von maximal 10 Toten und einem Einsatz gegen eine „bewaffnete Bande“, die zuvor einen Krankenwagen beschossen und dessen Besatzung getötet haben soll, und zeigte Bilder von Waffenfunden im Staatsfernsehen. Die Opposition und Menschenrechtsaktivisten sprachen von mindestens 80 Toten und veröffentlichten ein Video, in dem man sieht wie Demonstranten mit Tränengas attackiert werden und Schüsse zu hören sind.
In einer Fernsehansprache am 25. März kündigte Baschar al-Assad an, dass alle in den letzten Tagen festgenommenen Demonstranten freigelassen werden.
In Darʿā wurde eine Statue des früheren Präsidenten Hafiz al-Assad zerstört und Slogans gegen den Chef der Präsidentengarde, Maher al-Assad, gerufen. Es sollen mindestens 20 Menschen getötet worden sein.
Die syrische Regierung kündigte am 26. März die Aufhebung des seit 1963 geltenden Notstandsgesetzes an. Bei Protestkundgebungen in Latakia kamen bis zu sieben Menschen ums Leben. Auch in Darʿā kam es immer wieder zu Schüssen auf Demonstranten. Es wurden Parolen gegen den Ausnahmezustand gerufen.
Der syrische Premierminister Muhammad Nadschi al-Utri trat am 29. März zusammen mit seinem Kabinett zurück.

## April

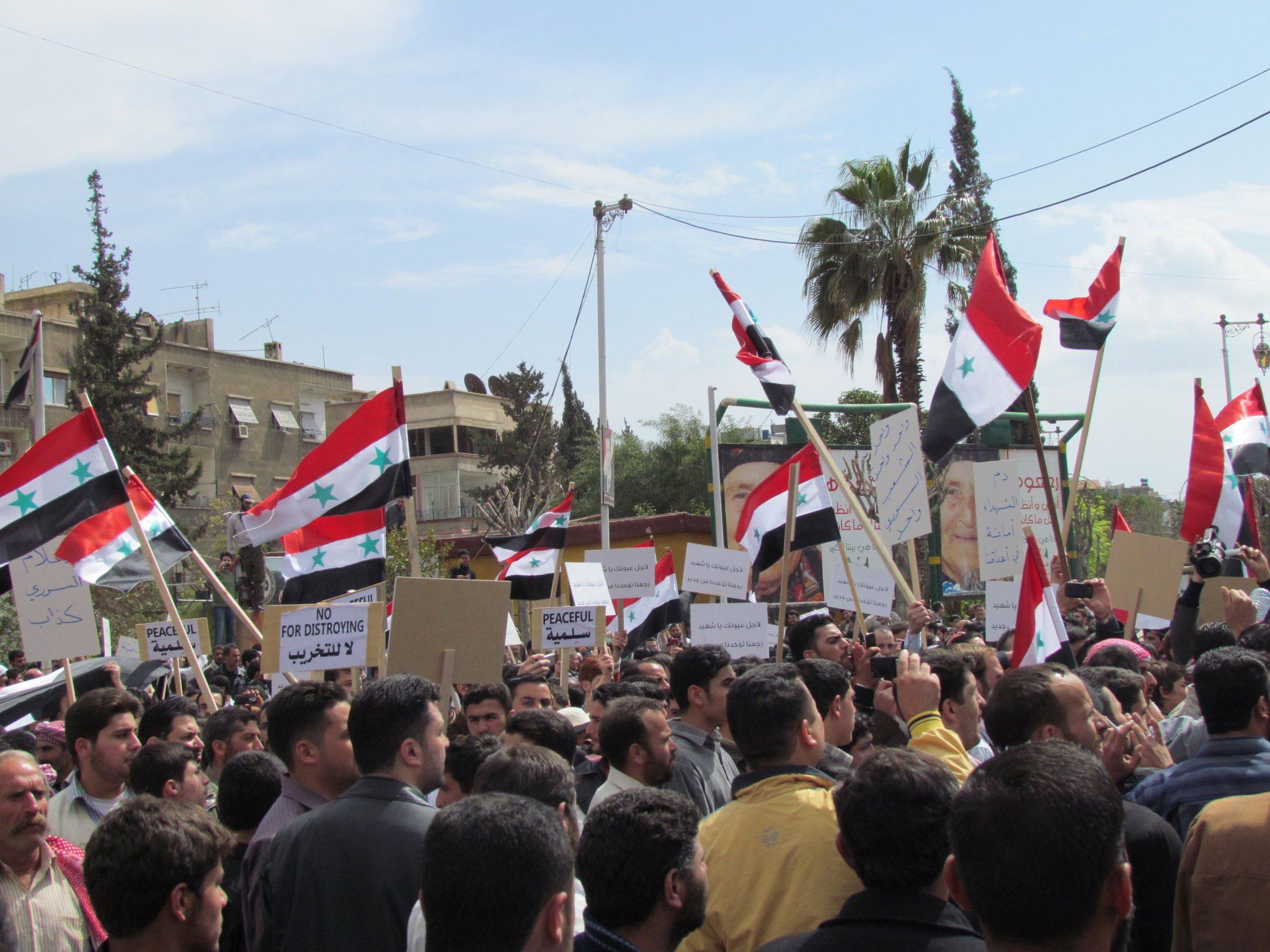
Friedliche Demonstration für Assad in Duma am 8. April 2011

Es kam immer wieder zu großen Protesten mit mehreren 1000 Teilnehmern, darunter in Darʿā, Duma, Harasta, Qamischli, Hasakhe, Idlib, Baniyas, Hama und Homs. Dagegen berichtete das syrische Staatsfernsehen nur von mehreren kleineren Demonstrationen. Schwerpunkte der Proteste waren vor allem die Freitagsgebete und, mit der zunehmenden Anzahl von Todesopfern, Beisetzungen von Demonstranten. Menschen, die während der Proteste verhaftet wurden, berichteten, dass sie von Sicherheitskräften geschlagen, gedemütigt und als Verräter bezeichnet worden waren.
Mit dem Rücktritt des bisherigen Regierungschefs beauftragte Assad Adel Safar am 3. April mit der Bildung einer neuen Regierung.
Den Kurden in Nordsyrien wurde nach Demonstrationen der Bevölkerung von der Regierung zugesagt, allen syrischen Kurden die Staatsbürgerschaft zu erteilen.

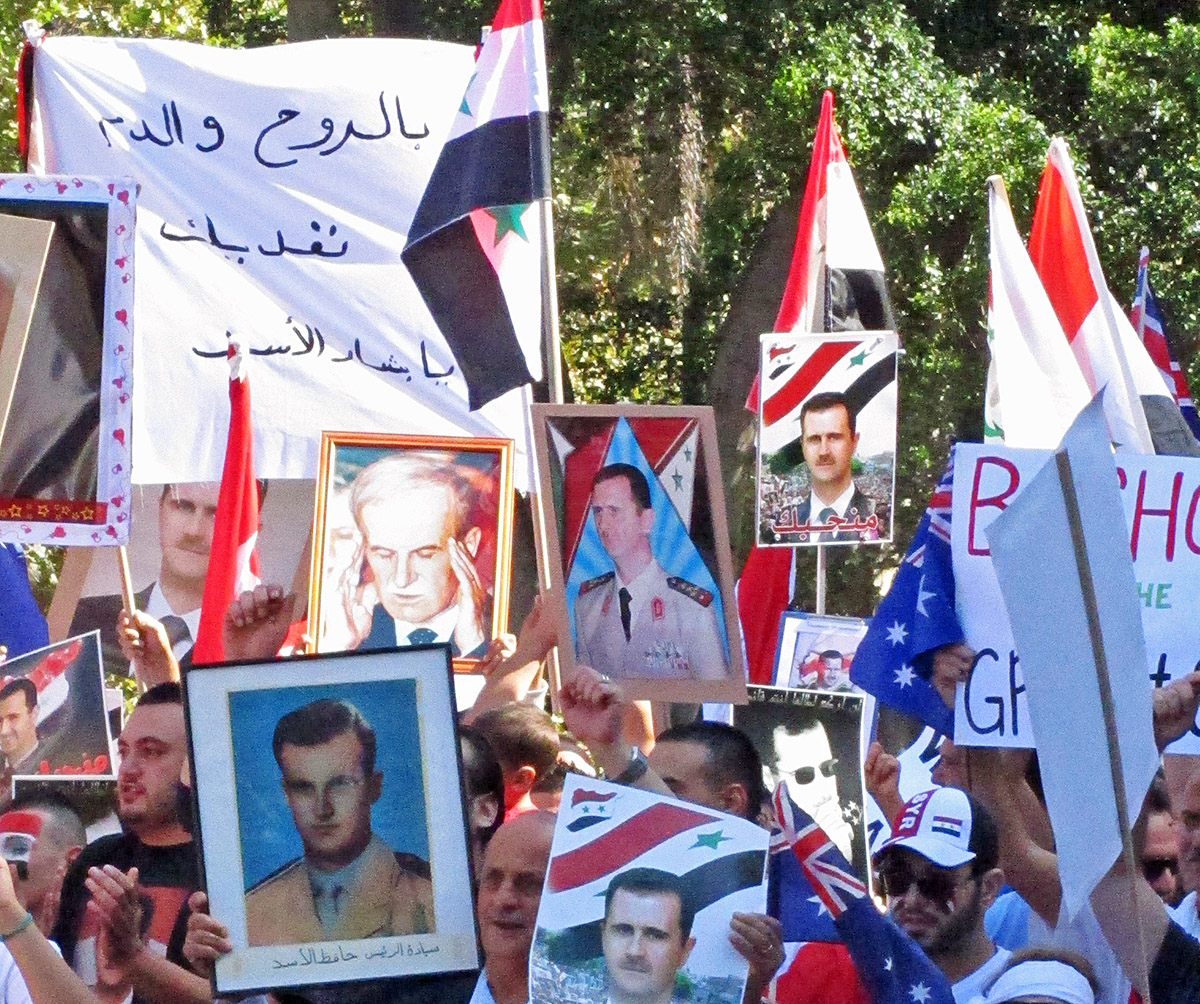
Demonstration für den Präsidenten Assad im April 2011

In Darʿā begannen am 8. April nach den Freitagsgebeten Protestzüge von drei Moscheen aus zu einem Gerichtsgebäude in der Stadt. An den Demonstrationen beteiligten sich mehrere zehntausend Menschen. Sie wurden von Sicherheitskräften angegriffen, nachdem aus den Reihen der Demonstranten das Feuer auf die Sicherheitskräfte eröffnet worden sein soll. Dabei seien 19 Staatsbeamte erschossen worden. Allein in Darʿā gab es mindestens 23 Tote. Darʿā wurde für mehrere Wochen zum Brennpunkt der Proteste. Insgesamt sollen in Syrien zu diesem Zeitpunkt schon mehr als 100 Menschen im Zusammenhang mit den Protesten ums Leben gekommen sein.
In der Gegend von Baniyas sollen am 10. April Elektrizität, Telefon und Internetzugang unterbrochen worden sein. Zudem wurden Panzer aufgeboten, die zwei Tage später einen Vorort umstellt hatten. Auch in Latakia wurden Demonstranten von Sicherheitskräften mit scharfer Munition beschossen.
Am 13. April gab es nach Berichten von Aktivisten Demonstrationen an den Universitäten von Damaskus und Aleppo. Zwei Tage später demonstrierten in Damaskus mehrere zehntausend Menschen. Viele von ihnen forderten nicht mehr nur Reformen, sondern auch ein Ende der Assad-Regierung. Wieder gingen Sicherheitskräfte gewaltsam gegen die Teilnehmer der Demonstration vor.
Nach mehrmaligen Ankündigungen hob Assad am 21. April den seit 48 Jahren geltenden Ausnahmezustand auf, womit eine der Hauptforderungen der Protestbewegung erfüllt wurde. Auch die berüchtigten Staatssicherheitsgerichte sollten aufgelöst werden. Der Ausnahmezustand war am 8. März 1963 verhängt worden, als sich die arabisch-nationalistische Baath-Partei an die Macht geputscht hatte. Er schränkte maßgebliche Bürgerrechte stark ein, ermöglichte willkürliche Verhaftungen und politisch motivierte Prozesse vor Staatssicherheitsgerichten, zu welchen oft unter Folter erpresste Geständnisse genutzt wurden. Oppositionelle erachteten diese Maßnahme als unzureichend, da sich Angehörige der Staatsmacht nicht an die Gesetze hielten.
Im ganzen Land gab es am 22. April nach den Freitagsgebeten die bisher größten Demonstrationen seit Beginn der Proteste. Die Rufe nach einem Rücktritt Assads wurden lauter. Zwischen 75 und 100 Menschen wurden dabei getötet, so viele wie noch an keinem anderen Tag der Proteste. Die staatliche syrische Nachrichtenagentur SANA sprach von 10 Toten. Todesopfer gab es unter anderem in den Städten Damaskus, Homs, Darʿā und Moadamia und Asraa. In der Folgezeit wurde die 700.000 Einwohner zählende Stadt Homs abgeriegelt und von der Lebensmittelversorgung abgeschnitten.
Ab dem 24. April griffen mehrere 1000 Sicherheitskräfte mit Unterstützung von Panzern Darʿā an und führten Razzien durch. Die Stadt wurde von der Außenwelt abgeschnitten. Ein Sprecher der syrischen Armee erklärte, Bürger der Stadt hätten die Armee zum Eingreifen aufgerufen, um Angriffen durch extremistische terroristische Gruppen ein Ende zu bereiten. Mehrere Menschen starben auch in anderen Städten des Landes. Als Regierungstruppen sich vor der Stadt Nawa sammelten, formierte sich bewaffneter Widerstand. Auch der Damaszener Vorort Duma wurde durch Armeepanzer und 2000 Sicherheitskräfte abgeriegelt.
Aus Protest gegen die Militäraktionen traten 200 aus der Gegend von Darʿā und 28 aus Banias stammende Mitglieder aus der regierenden Baath-Partei aus. In den nächsten Tagen folgten weitere Austritte.
Der Menschenrechtsrat der Vereinten Nationen verurteilte in Genf die brutale Gewalt gegen Demonstranten und setzte eine Untersuchung zu den Todesfällen und anderer Verbrechen ein. US-Präsident Barack Obama setzte Sanktionen gegen syrische Regierungsmitglieder in Kraft. Erstmals riefen auch Vertreter der von Assad unerbittlich verfolgten Muslimbruderschaft aus dem Exil zur Beteiligung an den Demonstrationen auf.
Bis Ende April wurden etwa 500 Demonstranten getötet.

## Mai
2. Mai
In der Stadt Darʿā verhafteten Sicherheitskräfte 499 Personen und töteten nach eigenen Angaben zehn Personen. Die Sicherheitskräfte gingen dabei von Haus zu Haus; die Verhafteten waren männliche Personen im Alter ab 15 Jahren und wurden mit verbundenen Händen und Augen abgeführt. Nach Angaben der staatlichen Nachrichtenagentur hätten Armeeeinheiten terroristische Gruppen gesucht, während ein Rechtsanwalt aus Darʿā sagte, die Sicherheitskräfte hätten aus Rache gehandelt.
In Damaskus fand erneut eine Demonstration von Frauen zur Unterstützung Darʿās statt, die wiederum gewaltsam aufgelöst wurde. Im Damaszener Vorort Harasta wurde ebenfalls eine Demonstration gewaltsam aufgelöst. In der Nähe von Qamischli nahmen 2000 Menschen an einer Trauerfeier für einen wehrpflichtigen Soldaten teil, der nach Angaben des Vaters von Sicherheitskräften getötet wurde.
3./4. Mai
Demonstrationen fanden in vielen Städten statt, so am 3. Mai in Damaskus, und in der Nacht zum 4. Mai in Homs und Aleppo. Nach der Demonstration in Homs mit 1000 Teilnehmern zur Unterstützung der Stadt Darʿā waren nach Aussagen von Aktivisten Panzer auf dem Weg in die Stadt.
Als Reaktion auf die anhaltenden Proteste kam es am 4. Mai in ganz Syrien zu einer großen Zahl von Verhaftungen. Bestätigt sind 2.843 Verhaftete, während Aktivisten von bis zu 8000 Verhafteten ausgehen und von Fällen von Misshandlungen sprechen.
Darʿā war weiterhin durch Sicherheitskräfte abgeriegelt, so dass Lebensmittel und Medizin knapp wurden. Nach wie vor war die Kommunikation unterbrochen, lediglich Strom steht wieder zur Verfügung. Am 4. Mai waren in Darʿā Schüsse zu hören und es kam zu Verhaftungen. Bereits am 3. Mai beschrieb ein Sprecher des US-Außenministeriums die Situation in Darʿā als barbarisch und als kollektive Bestrafung unschuldiger Zivilisten.
7./8. Mai
Menschenrechtsaktivisten berichteten von einrückenden Panzern in die Küstenstadt Banias und die Industriestadt Homs im Zentrum des Landes. Drei Demonstrantinnen in Banias wurden erschossen. Zugleich wurden bei Razzien Hunderte Menschen festgenommen, darunter auch mehrere Anführer der Protestbewegung gegen die Regierung von Präsident Baschar al-Assad.
9. Mai
Bei einem Einsatz der Armee im Damaszener Vorort Muadhamiya gab es drei Tote, viele Verletzte und 200 Verhaftungen. Der Einsatz der Sicherheitskräfte in der Stadt Homs ging weiter.
10. Mai
Syriens drittgrößte Stadt Homs und die Stadt Banias war von Strom, Telekommunikation und der Wasserversorgung abgeschnitten und es fanden in großer Zahl Verhaftungen statt. In Homs war Gewehrfeuer zu hören. In Banias wurden mehr als 250 Menschen verhaftet.
Während die syrische Regierung nach wie vor behauptete, gegen bewaffnete „Terroristen“ vorzugehen, in Damaskus wurde einer humanitären Mission, die von UN-Generalsekretär Ban Ki-moon unterstützt wird, bereits am 8. Mai verboten, die Stadt Darʿā zu betreten. Darʿā war bereits seit zwei Wochen von Sicherheitskräften abgeriegelt.
13. Mai, Tag für die Freiheit inhaftierter Frauen
Trotz einer Anweisung der Regierung an Sicherheitskräfte, nicht auf Demonstranten zu schießen, gab es drei Tote bei Demonstrationen in der Stadt Homs. Demonstrationen fanden auch in den Städten Aleppo, Hama, Darʿā, Latakia, einem Damaszener Vorort, und einigen Orten in den hauptsächlich von Kurden bewohnten Gebieten im Norden Syriens statt. Eine Facebook-Gruppe stellte die Demonstrationen unter das Motto, inhaftierte Frauen zu unterstützen. Unter anderem wurden am 7. Mai drei Frauen bei Protesten erschossen.
14. Mai
Vier Menschen starben in Talkalakh in der Provinz Homs, als eine Gruppe von Menschen von Armeeeinheiten angegriffen wurde. Die Menschen versuchten, die Grenze zu Libanon zu erreichen. Mindestens 19 Menschen wurden verwundet. Augenzeugen berichteten von starkem Gewehrfeuer in dem Ort.
In der Stadt Homs nahmen 8000 Menschen an einer Trauerfeier für einen Toten der Demonstrationen am Vortag teil. Sie marschierten durch die Stadt und forderten ein Ende der Belagerung von Homs, Banias und Darʿā.
Gemäß dem syrischen Informationsminister fand ein nationaler Dialog statt und es sollten politische, wirtschaftliche und soziale Reformen durchgeführt werden. Es gab jedoch Stimmen, die Dialogen dieser Art skeptisch gegenüberstanden, beispielsweise solange der Einfluss des Geheimdienstes nicht gebrochen sei. Nach Aussage des Ministers werde die Belagerung von Banias beendet, während die Belagerung von Darʿā bereits aufgehoben sei. Im Falle von Darʿā berichten Einwohner jedoch, dass noch am Morgen Panzer vor Moscheen stünden.
17. Mai
In Darʿā entdeckten Bewohner nach eigenen Angaben ein Grab mit 13 Leichen. Das syrische Innenministerium hat in einem Bericht der staatlichen Nachrichtenagentur die Existenz dieses Grabes bestritten. Eine unabhängige Überprüfung war nicht möglich, da die Gegend um Darʿā abgeriegelt war. Bewohner Darʿās berichten von hunderten Vermissten seit dem Armeeeinsatz in Darʿā.
In Darʿā und in anderen Städten gab es Proteste. In Aleppo lösten Sicherheitskräfte eine Demonstration von Studenten gewaltsam auf.
Aktivisten riefen auf Facebook-Seiten, unter anderem „The Syrian Revolution 2011“, für den 18. Mai zu einem Generalstreik auf, mit dem gegen das Vorgehen der Sicherheitskräfte protestiert werden sollte.
20. Mai, Azadi-Freitag
In vielen Städten Syriens fanden Massendemonstrationen statt. Nach verschiedenen Berichten fanden die Demonstrationen in Vororten von Hama, in Homs, in Damaskus, im Damaszener Vorort Berze, in der Nähe von Darʿā, in Banias, in Latakia, und in Amouda statt. Bei den Demonstrationen kam es zu insgesamt mindestens 30 Todesopfern.
In Hama setzten Sicherheitskräfte Tränengas gegen 20.000 Demonstranten ein. In Berze demonstrierten 1000 Menschen und forderten den Sturz der Regierung. Sicherheitskräfte schlugen auf Demonstranten ein, benutzten Tränengas und scharfe Munition. Es kam auch zu Verhaftungen. Die Stromversorgung wurde unterbrochen und um die Stadt herum von den Sicherheitskräften Kontrollposten eingerichtet.
In Amouda, einem Ort im von Kurden bewohnten Nordosten Syriens, demonstrierten 6000 Menschen. Der 20. Mai war von Organisatoren unter das Motto „Azadi“, „Freiheit“ auf Kurdisch, gestellt worden.
24. Mai
Die verstümmelte Leiche des dreizehnjährigen Hamza al-Chatib wurde seiner Familie übergeben. Der Junge war am 29. April in der Nähe von Darʿā während einer Demonstration verschwunden und von Sicherheitskräften gefoltert und getötet worden. Er wurde in der Folge zu einer Symbolfigur des syrischen Aufstandes.
28. Mai
Iranische Spezialeinheiten begannen, die syrische Regierung im Kampf gegen die Aufständischen zu unterstützen. Die Techniken und Taktiken, die die iranische Regierung zur Niederschlagung der Proteste im Iran 2009 benutzte, kamen demnach nun auch in Syrien zum Einsatz. Speziell ausgebildete Sicherheitskräfte überwachten die sozialen Netzwerke Twitter und Facebook, was vermutlich zu einer Verhaftungswelle von hunderten Syrern in den letzten Wochen geführt hatte.
29. Mai
Sicherheitskräfte griffen mit Unterstützung von Panzern und Hubschraubern die Städte Rastan und Talbisa in der Nähe von Homs an, um gegen die regierungskritischen Proteste vorzugehen. Zu Beginn der Operation wurden Wasser, Strom und Telekommunikation unterbrochen. In den Straßen waren Schüsse der Sicherheitskräfte zu hören. Nach Angaben von Aktivisten gab es fünf Todesopfer und viele Verletzte.
Im ganzen Land gab es weiterhin Demonstrationen, die teilweise nachts durchgeführt wurden. Sicherheitskräfte verhafteten weiterhin Oppositionelle und Aktivisten.

## Juni
1. Juni
Die Menschenrechtsorganisation Human Rights Watch veröffentlichte ein 60-seitiges Dokument über Menschenrechtsverletzungen durch syrische Sicherheitskräfte und nannte systematisches Töten und Foltern in der Stadt Darʿā als Beispiel. Der australische Außenminister Kevin Rudd forderte, den syrischen Präsidenten Baschar al-Assad vor einem UN-Gericht anzuklagen.
3./4. Juni, Freitag für die Freiheit der Kinder
Am Freitag, 3. Juni starben 53 bis über 100 Menschen während einer Demonstration in der zentralsyrischen Stadt Hama, als Sicherheitskräfte auf die Demonstranten scharf schossen. An der Demonstration nahmen 50.000 Menschen teil. Am 4. Juni gab es bei Begräbnissen der Todesopfer des Vortages Zusammenstöße von Demonstranten mit Sicherheitskräften.
Am Freitag gingen Sicherheitskräfte in der Stadt Rastan unter dem Einsatz schwerer Waffen gegen Demonstranten vor. Heckenschützen waren auf Hausdächern postiert und es soll wahllos auf Menschen geschossen worden sein. Demonstrationen gab es auch in vielen anderen Städten in Syrien, unter anderem in Damaskus und seinen Vororten, und in Homs und Darʿā. In einigen Teilen des Landes sollen Internetverbindungen unterbrochen worden sein.
Die Proteste am 3. Juni waren von Aktivisten den Kindern gewidmet worden, die während der Proteste ums Leben gekommen waren, wie dem dreizehnjährigen Hamza al-Chatib aus der Gegend von Darʿā, der von Sicherheitskräften gefoltert und getötet wurde. Laut UNICEF waren 30 Kinder unter den insgesamt mindestens 1100 Todesopfern der Proteste in Syrien.
6./7. Juni
In der nordsyrischen Stadt Dschisr asch-Schughur, 20 km von der türkischen Grenze entfernt gelegen, sollen am 6. Juni 120 Soldaten ums Leben gekommen sein. Nach Angaben des syrischen Staatsfernsehens seien sie von bewaffneten Gruppen erschossen worden, als diese die Kontrolle über die Stadt übernommen hätten. Augenzeugen sagten demgegenüber, dass es in der Stadt keine bewaffneten Gruppen gebe und dass die Soldaten möglicherweise von Sicherheitskräften erschossen worden seien. Nachdem der syrische Innenminister eine Militäroperation gegen die angeblich existierenden bewaffneten Gruppen in der Stadt angekündigt hatte, flohen Bewohner aus der Stadt, ein Teil von ihnen in die Türkei. Dutzende Syrer mussten in der Türkei medizinisch behandelt werden. Am 7. Juni sollten Sicherheitskräfte auf dem Weg in die Stadt sein.
Am 7. Juni gab es Medienberichte, nach denen die syrische Botschafterin in Paris, Lamia Chakkour, von ihrem Posten zurückgetreten sei. Andere Medienberichte widersprachen diesen Angaben.
12. Juni
Nachdem in den vorherigen Tagen bis zu 30.000 Soldaten um Dschisr asch-Schughur zusammengezogen worden waren, führte die Armee eine Offensive gegen Aufständische durch. Berichten zufolge gab es dabei viele Tote.
13. Juni
Nach der Militäroperation in Dschisr asch-Schughur übernahm die Armee am Vortag die Kontrolle über die Stadt. Das syrische Staatsfernsehen berichtete von schweren Kämpfen und begründete die Operation mit 120 Angehörigen der Sicherheitskräfte, die in der Stadt getötet worden sein sollen, und berichtete weiterhin über ein Massengrab mit Angehörigen der Sicherheitskräfte. Bewohner berichten jedoch, dass es nach Befehlsverweigerungen zu Kämpfen zwischen Einheiten der Sicherheitskräfte gekommen sein soll. Ein Journalist von BBC Arabisch, der sich bei den Armeeeinheiten befand, berichtete von Schäden in der Stadt durch Kampfhandlungen und abgebrannte Getreidefelder in der Umgebung.
An der türkischen Grenze befanden sich Hunderte von Menschen, die aus Dschisr asch-Schughur geflohen waren. 10.000 waren bereits in die Türkei geflüchtet. Die US-Regierung bezeichnete die Situation der Flüchtlinge als humanitäre Krise und machte die Militäroperation dafür verantwortlich.
Es gab unbestätigte Berichte, dass Soldaten zu den Demonstranten übergelaufen seien, so in Dschisr asch-Schughur eine Einheit von 50 Mann und einem Offizier.
15. Juni
Aktivisten zufolge flohen viele Menschen aus der nordsyrischen Stadt Maarat al-Numan, als die Armee eine Operation in der Stadt angekündigt hatte. Die Armeeeinheiten waren um die Stadt herum postiert, betraten sie nach Angaben der Armee jedoch noch nicht. Begründet wurde das Vorhaben mit einer Situation, die ähnlich der in Dschisr asch-Schughur in den Tagen zuvor sei. Während ein Armeesprecher sagte, dass es keine Spaltungen in der Armee gebe, wurden Berichte veröffentlicht, nach denen Soldaten desertiert seien, nachdem ihnen befohlen wurde, auf Zivilisten zu schießen.
In Damaskus fand mit Unterstützung der syrischen Regierung eine Demonstration statt, bei der tausende Teilnehmer eine 2,3 km lange syrische Flagge entlang einer Straße entrollten. Fotos des Präsidenten Baschar al-Assad waren ebenfalls zu sehen.
17. Juni
Am Freitag kam es zu Demonstrationen in Homs, dem Damaszener Vorort Harasta, Aleppo, Dael, Hama, Darʿā, Deir az-Zour, Jableh, Banias und anderen Städten. Dabei kamen mindestens 17 Menschen durch Sicherheitskräfte ums Leben, darunter ein 16-Jähriger. Aus Banias und Latakia berichteten Aktivisten, dass Sicherheitskräfte mit Schüssen versuchten, die Demonstranten auseinanderzutreiben. Aus Homs wurden ebenfalls starkes Maschinengewehrfeuer berichtet. Das syrische Staatsfernsehen berichtete demgegenüber von einem getöteten und insgesamt 26 verletzten Polizisten, die von „bewaffneten Gruppen“ angegriffen worden seien.
In die nordsyrische Stadt Maarat al-Numan soll eine große Anzahl Soldaten eingerückt sein, nachdem die Stadt am Vortag belagert worden sei.
Eine Demonstration gab es ebenfalls in einem türkischen Flüchtlingslager an der syrischen Grenze. Ziel der Demonstration und von Hungerstreiks in Flüchtlingslagern war auch, die internationale Gemeinschaft zum Handeln zu bewegen. Weitere 1200 Flüchtlinge überquerten die Grenze in die Türkei.
20. Juni
Der syrische Präsident Baschar al-Assad hielt an der Universität Damaskus seine dritte Rede während der Proteste. Er beschrieb die Situation im Land als historisch wichtig und kündigte Dialoge über die Zukunft des Landes sowie die Möglichkeit von Verfassungsreformen an. Jedoch sagte er, dass eine politische Lösung nicht möglich sei, solange Menschen Gewalt anwenden würden. Er nannte eine Zahl von 64.000 „Saboteuren“ und „Gesetzlosen“, die ein Teil der an den Protesten teilnehmenden Menschen seien. Die aus Dschisr asch-Schughur geflüchteten Menschen rief er zur Rückkehr in die Stadt auf.
Reaktionen auf die Rede, unter anderem von Menschen in den Flüchtlingslagern in der Türkei, waren ablehnend. Nach der Rede kam es in mehreren Städten Syriens und in den türkischen Flüchtlingslagern zu Demonstrationen.
24. Juni
Nach den Freitagsgebeten kam es wieder zu größeren Demonstrationen und Auseinandersetzungen mit Sicherheitskräften. In ganz Syrien gab es an diesem Tag mindestens 15 Todesopfer bei den Demonstrationen, davon 14 im Homs.
Nachdem die syrische Armee gegen Dörfer an der türkischen Grenze vorgegangen war, in denen sich Flüchtlinge aufhielten, flüchteten 1500 weitere Menschen in die Türkei. Die Anzahl der Flüchtlinge in der Türkei wurde an diesem Tag mit 11.000 angegeben.
In einem Resolutionsentwurf verurteilte die Europäische Union das Vorgehen der syrischen Regierung gegen die eigene Bevölkerung. Der Entwurf sprach davon, dass die Regierung durch sein Vorgehen seine Legitimität in Zweifel ziehe. Weiterhin wurde eine Resolution des UN-Sicherheitsrates gefordert.
25. Juni
Am 24. und 25. Juni flüchteten über 1000 Menschen aus dem syrischen Grenzgebiet in den Libanon. Aufgrund des Einflusses Syriens im Libanon ist die Situation gerade für flüchtende Aktivisten jedoch schlechter als in der Türkei.
Im Damaszener Vorort Kiswah nahmen 20.000 Menschen bei einer Trauerfeier eines Opfers vom Vortag teil. Dort und in anderen Städten waren Sicherheitskräfte in großer Zahl präsent.
27. Juni
In Damaskus fand ein Treffen von 160 Oppositionellen statt, deren Teilnehmer sich für eine Demokratisierung, ein Ende des gewaltsamen Vorgehens der Sicherheitskräfte und die Freilassung politischer Gefangener aussprachen. Nicht an dem Treffen teilnehmende Aktivisten kritisierten, dass die Organisatoren bestimmte Personen nicht einladen durften, und dass das Treffen auch der Regierung nutzen kann, in dem es von dem gewaltsamen Vorgehen der Sicherheitskräfte ablenkt. Das Treffen war von der syrischen Regierung erlaubt worden.
Die staatliche Nachrichtenagentur kündigte einen Dialog mit Oppositionellen für den 10. Juli an. Viele Oppositionelle lehnen einen Dialog mit der Regierung aufgrund der Gewalt seitens der Sicherheitskräfte ab.
30. Juni
Die syrische Armee führte im Nordwesten des Landes an der türkischen Grenze Operationen durch. Nach Angaben von Aktivisten wurden Menschen an der Flucht in die Türkei gehindert und in der Gegend von Dschabal az-Zawiya am 29. und 30. Juni 19 Menschen getötet.
In Aleppo kam es zu einer Demonstration; Regierungsanhänger und Sicherheitskräfte gingen mit Gewalt gegen die Demonstranten vor.

## Juli
1. Juli
Am Freitag, 1. Juli, fanden in vielen Städten regierungskritische Demonstrationen statt. Die größte Demonstration fand in Hama mit 400.000 Teilnehmern statt (die Stadt hat 700.000 Einwohner). Aktivisten sprachen von landesweit 3 Millionen Teilnehmern, und es gab 28 Todesopfer unter Zivilisten. Weitere Demonstrationen gab es in Aleppo und mit mehreren zehntausend Teilnehmern in Deir ez-Zor. Die regierungskritischen Demonstrationen waren in Facebook unter das Motto „Geh weg!“ als Aufruf an den Präsidenten Baschar al-Assad gestellt worden.
In einigen Städten fanden auch Pro-Regierungs-Demonstrationen statt, über die im syrischen Staatsfernsehen berichtet wurde.
2. Juli
Einen Tag nach der großen Demonstration in Hama wurde der Gouverneur von Hama, Ahmad Khaled Abdel Aziz, seines Postens enthoben. Das syrische Staatsfernsehen gab dazu keine Begründung. Einige Demonstranten äußerten nach Aktivistenangaben Bedauern über die Entlassung.
In Homs nahmen 7000 Menschen an einem Begräbnis für fünf Todesopfer der Proteste am Vortag teil.
8. Juli
Nach Angaben von Aktivisten demonstrierten über 500.000 Menschen in Hama gegen die Regierung und sprachen sich gegen den angekündigten nationalen Dialog aus. Der Botschafter der USA, Robert Ford, und der Botschafter Frankreichs, Eric Chevallier, besuchten am 8. Juli Hama und drückten ihre Solidarität mit den Einwohnern der Stadt aus. Vorwürfe der syrischen Regierung, Ford sei ohne Erlaubnis in die Stadt gekommen, wies die US-amerikanische Regierung zurück.
Weitere Proteste gab es unter anderem in Damaskus und in Homs. Es wurde am 8. Juli von insgesamt 13 Todesopfern in Syrien berichtet.
10. Juli
In Damaskus begann der von der Regierung am 20. Juni angekündigte „Nationale Dialog“, der von Oppositionellen jedoch abgelehnt wird. Einer der Teilnehmer, der syrische Vizepräsident Faruq al-Schara, kündigte die Einführung eines Mehrparteiensystems in Syrien an. Oppositionelle begründeten ihre Ablehnung damit, dass Sicherheitskräfte nach wie vor gewaltsam gegen Demonstranten vorgehen. Nach Angaben des al-Dschasira-Korrespondenten wurden Einladungen zu der zweitägigen Konferenz nur von der Regierung ausgesprochen.
11. Juli
Unterstützer der syrischen Regierung griffen die Botschaften der USA und Frankreichs in Damaskus an. Dabei wurden Fensterscheiben beschädigt und drei Menschen verletzt.
13. Juli
Bei einer Demonstration in Damaskus wurden 30 Personen verhaftet. Unter den Verhafteten befanden sich auch bekannte Künstler wie die Schauspielerin May Skaf und die Regisseure Nabil Maleh und Mohammad Malas. Die drei Künstler hatten zuvor einen Aufruf unterstützt, der die staatliche Gewalt gegen Demonstranten verurteilt und fordert, die am Tod von Zivilisten Beteiligten zur Verantwortung zu ziehen und politische Gefangene freizulassen.
In der Gegend von Idlib wurden nach Angaben von Aktivisten sieben Menschen bei Armeeoperationen getötet. Als mögliches Ziel der Operationen wurde angenommen, dass Menschen von der Flucht in die Türkei abgehalten werden sollten.
15. Juli
Am Freitag, 15. Juli, fanden die bisher größten Demonstrationen gegen die syrische Regierung statt. Kundgebungen gab es unter anderem in Damaskus, Hama, und in Deir ez-Zor mit 350.000 Teilnehmern. In Damaskus setzte die Polizei Tränengas und scharfe Schüsse gegen die Demonstranten ein. Landesweit gab es 41 Todesopfer. Bei den Protesten wurde unter anderem die Freilassung von Gefangenen gefordert. Seit Beginn der Proteste wurden 12.000 Personen verhaftet.
Unterdessen erwog die iranische Regierung, ein wichtiger Verbündeter der syrischen Regierung, finanzielle Hilfen für Syrien, um die stagnierende Wirtschaft des Landes zu stärken. In Syrien stieg die Zahl der Arbeitslosen an.
16./17. Juli
In Istanbul in der Türkei fand am 16. Juli eine Konferenz Oppositioneller statt, bei der über eine Strategie zum Sturz der Regierung beraten wurde. Nach einem Sturz der Regierung sollte der Polizeistaat aufgelöst werden und alle Volksgruppen sollten gleiche Rechte erhalten. Nicht einig wurden die Teilnehmer, ob bereits eine Übergangsregierung gebildet werden sollte. Vertreter der Türkei oder westlicher Staaten waren bei der Konferenz nicht anwesend. Ursprünglich sollte zeitgleich eine Konferenz in Damaskus stattfinden, die jedoch von den Organisatoren abgesagt wurde, nachdem in der Gegend syrische Sicherheitskräfte auftraten und acht Menschen erschossen.
Widersprüchliche Berichte gab es über Zusammenstöße verschiedener Gruppen, unter anderem Alawiten, am Wochenende des 16./17. Juli in Homs. Je nach Bericht gab es 30 Tote, darunter drei zuvor entführte Alawiten, oder sieben Tote.
18./19. Juli
In Homs führten Armeeeinheiten und andere, von Bewohnern als Todesschwadronen bezeichnete Gruppen Operationen durch. Nach Aussagen von Bewohnern sei die Stadt belagert gewesen; Soldaten waren mit gepanzerten Fahrzeugen in allen Stadtteilen unterwegs. 13 Menschen wurden an beiden Tagen erschossen.
22. Juli
Am Freitag, 22. Juli, fanden in Syrien Demonstrationen mit insgesamt mehr als 1,2 Millionen Teilnehmern statt. Nach Angaben einer Menschenrechtsorganisation fanden in Hama mit 650.000 Teilnehmern und in Deir ez Zor mit 550.000 Teilnehmern die größten Demonstrationen statt. Weitere Demonstrationen gab es in Damaskus, Latakia, Darʿā und Qamischli. Nach Angaben von Aktivisten gab es elf Todesopfer durch das Vorgehen von Sicherheitskräften, unter anderem in Homs.
Die Proteste waren unter das Motto gestellt worden, Solidarität für die Stadt Homs zu zeigen, wo seit dem vorangegangenen Sonnabend 50 Todesopfer zu beklagen waren.
Berichten zufolge gab es Kämpfe zwischen desertierten Soldaten und Armeeeinheiten. In Homs gab es in der Nacht zu Freitag Explosionen in einer Armeeeinrichtung.
25. Juli
Die syrische Regierung billigte einen Gesetzesentwurf, der die Gründung von politischen Parteien erlaubt. Parteien müssten die Verfassung respektieren und dürften nicht einzelne Religionen oder Volksgruppen repräsentieren. Oppositionelle lehnten den Gesetzesentwurf ab, da politische Freiheit nicht gewährleistet sei und Demonstranten von Sicherheitskräften verfolgt würden. Der Gesetzesentwurf war noch nicht in Kraft getreten.
27. Juli
In einer Militäroperation rückte die Armee mit Panzern in der Stadt Kanaker, 30 km von Damaskus entfernt, ein. Bewohner wehrten sich mit Steinwürfen und brennenden Reifen. Mindestens 11 Menschen kamen während der Operation ums Leben, 300 Menschen wurden verhaftet.
29. Juli, Freitag, „Euer Schweigen tötet uns“
Zehntausende Menschen demonstrierten am Freitag, den 29. Juli gegen die Regierung. Einige Tote gab es sowohl in der Nacht auf Freitag, als auch am Tag selbst. Die Proteste waren von Organisatoren unter das Motto „Euer Schweigen tötet uns“ gestellt worden, um angesichts des gewaltsamen Vorgehens der Sicherheitskräfte auf die unzureichende Unterstützung der Protestbewegung aus der arabischen Welt und aus dem Westen hinzuweisen.
Am frühen Morgen ereignete sich eine Explosion an einer Ölpipeline bei Homs. Die syrische staatliche Nachrichtenagentur nannte die Explosion einen terroristischen Angriff.
31. Juli, „Ramadan-Massaker“
Syrische Sicherheitskräfte rückten mit Panzern in die Stadt Hama ein. 136 Menschen kamen dabei nach Berichten einer Menschenrechtsorganisation zu Tode. Todesopfer gab es auch in anderen Städten, darunter in Deir ez-Zor. Der Reporter des Senders al-Dschasira im Libanon sagte, die Militäroperationen der letzten beiden Wochen seien der Versuch der Regierung, noch größeren Protesten während des islamischen Fastenmonats Ramadan zuvorzukommen. Als eine der Maßnahmen wurden viele Menschen verhaftet. Der Ramadan begann 2011 am 1. August. Die Geschehnisse, vor allem in Hama, wurden auch „Ramadan-Massaker“ genannt. Beobachter gehen davon aus, dass die syrische Regierung sowohl den Zeitpunkt des muslimischen Ramadan-Festes als auch die Stadt Hama gezielt für ihr gewaltsames Vorgehen ausgewählt hat, um die Erinnerung an das Massaker von Hama zu wecken und damit Angst unter der Opposition zu schüren.
Ein Sprecher der US-amerikanischen Botschaft in Damaskus sagte, dass die Proteste entgegen der Aussagen der syrischen Regierung völlig friedlich seien.

## August
1. und 2. August, Beginn des Ramadan
Im Vorfeld des Anfang August beginnenden Ramadan war berichtet worden, dass die syrische Opposition die täglichen Moscheenbesuche während des islamischen Fastenmonats als Ausgangspunkt für intensive Proteste nutzen wolle. Die syrische Regierung reagierte darauf mit einem massiven Militäreinsatz in verschiedenen syrischen Städten. Allein in der westsyrischen Stadt Hama, die als eines der Zentren des Widerstands gilt, kamen dabei Menschenrechtsorganisationen zufolge 140 Zivilisten ums Leben. Dabei soll das Militär mit schweren Waffen wahllos in die Menge geschossen haben. Die EU-Außenbeauftragte Catherine Ashton bezeichnete die Aktion als Massaker. Der UN-Vizegeneralsekretär Oscar Fernandez-Taranco sprach von einer „alarmierenden Eskalation“. Deutschland beantragte am 2. August eine Sondersitzung des UN-Sicherheitsrats, der sich bisher jedoch nicht auf eine gemeinsame Resolution einigen konnte. Eine solche wurde bisher vor allem von Russland und China blockiert.
In der Nacht vom 1. auf den 2. August 2011 sollen rund 20 Panzer und Panzerwagen in Az-Zabadani an der Grenze zum Libanon einmarschiert sein, nachdem die Einwohner des Kurortes eine Solidaritätsaktion mit der Stadt Hama organisiert hatten.
Am 2. August 2011 nahmen nach Angaben der Nachrichtenagentur Reuters die syrischen Streitkräfte mit Panzern erneut die Stadt Hama – darunter hauptsächlich die Stadtbezirke Rubaii und al-Hamidiya – unter Beschuss.
3. August
Die Stadt Hama war weiterhin durch Sicherheitskräfte besetzt. Aktivisten berichteten von Geschützfeuer und von Rauch in mehreren Stadtteilen. Die betroffenen Bewohner wurden daran gehindert, ihre Häuser zu verlassen. 100 Panzer sollen auf dem Weg in die Stadt gewesen sein. Weitere 200 sollen sich in der Nähe der Stadt Deir ez-Zor befunden haben.
4. August
Sicherheitskräfte der syrischen Regierung schossen erneut auf Demonstranten, von denen landesweit zehntausende gegen die Regierung auf die Straßen zogen. Bei einem Panzerangriff in der Stadt Hama sollen mindestens 45 Menschen ums Leben gekommen sein. Die Strom- und Wasserzufuhr sowie alle Telefon- und Internetverbindungen sollen in Hama unterbrochen worden sein. Präsident Assad ließ per Dekret ein neues Parteiengesetz zu, das zuvor von der Regierung erlassen wurde.
7. August
Bei mehreren Militäroperationen soll es insgesamt über 70 Tote gegeben haben. Mindestens 50 Tote soll es in der Stadt Deir ez-Zor gegeben haben, in der Geschützfeuer zu hören war, und Elektrizität und Telefon unterbrochen worden sein sollen. Nach Aussagen von Aktivisten seien dutzende Menschen verhaftet worden.
Erstmals verurteilte auch die Arabische Liga die Gewalt gegen Demonstranten. Generalsekretär Nabil El Araby drückte seine Sorge über die sich verschlimmernde Lage in Syrien aus.
9. August
Trotz eines Besuchs des türkischen Außenministers in Syrien gingen die Militäroperation in der Stadt Deir ez-Zor weiter, und es sollen 17 Menschen getötet worden sein. Weiterhin rückte die Armee in die Orte Sarmin und Binnisch im Nordwesten Syriens ein, wo vier Zivilisten zu Tode kamen.
Der türkische Außenminister Ahmet Davutoğlu traf sich in Damaskus mit dem syrischen Präsidenten Baschar al-Assad und überbrachte diesem eine Botschaft des türkischen Ministerpräsidenten mit der Forderung, die Gewalt gegen Demonstranten in Syrien einzustellen. Assad lehnte die Forderungen mit deutlichen Worten ab.
12. August, Freitag, „Wir werden nicht niederknien“
Bei Demonstrationen in den Städten Deir ez-Zor, Idlib und Darʿā schossen Sicherheitskräfte auf Demonstranten. Landesweit sollen 19 Menschen ums Leben gekommen sein. Demonstrationen gab es auch in Homs und Latakia. Die Proteste standen unter dem Motto „Wir werden nicht niederknien“. In den staatlichen Medien Syriens wurde dagegen vom Kampf gegen bewaffnete Gruppen gesprochen, die vom Ausland gesteuert seien.
13./14. August
Nach dem Einmarsch der Armee in die Hafenstadt Latakia wurden nach Angaben von Menschenrechtlern gezielt Wohnviertel beschossen. Während die Stadt auch von mindestens drei Kriegsschiffen der syrischen Marine beschossen wurde, durchkämmten Sicherheitskräfte mehrere Stadtviertel. Von dem Beschuss war auch ein palästinensisches Flüchtlingslager in der Stadt betroffen. Durch den Beschuss der Stadt sollen 25 Menschen ums Leben gekommen sein. Auch in die Damaszener Vororten Saqba und Hamriya rückten Sicherheitskräfte ein und verhafteten viele Menschen.
Die staatliche syrische Nachrichtenagentur gab abermals an, dass Sicherheitskräfte gegen bewaffnete Gruppen vorgehen würden, und bestritt einen Beschuss Latakias von See aus. Demgegenüber sagte ein Bewohner Latakias dem Fernsehsender al-Dschasira, dass in Latakia seit drei Monaten friedlich demonstriert worden sei, und dass es in der Stadt keine bewaffneten Gruppen gebe.
Die Regierungen der USA, Saudi-Arabiens und Großbritanniens forderten ein sofortiges Ende des gewaltsamen Vorgehens gegen Zivilisten.
18. August
Die USA, Deutschland, Frankreich und Großbritannien distanzierten sich in deutlicher Form von Assad und forderten seinen Rücktritt. In einer gemeinsamen Erklärung der Kanzlerin Angela Merkel, des französischen Staatspräsidenten Nicolas Sarkozy und des britischen Premierministers David Cameron hieß es, Assad habe „jede Legitimität verloren“. „Wir rufen ihn auf, sich der Realität der vollständigen Ablehnung seines Regimes durch das syrische Volk zu stellen und im Interesse Syriens und der Einheit seines Volkes den Weg frei zu machen.“ Ähnlich äußerte sich die EU-Außenbeauftragte Catherine Ashton.
Der syrische Präsident Baschar al-Assad hatte in einem Telefonat mit UN-Generalsekretär Ban Ki-Moon das Ende der Militäreinsätze gegen Demonstranten erklärt. Syrische Oppositionelle sagten demgegenüber, dass das Militär nicht abgezogen sei.
Vom Büro des UN-Menschenrechts-Hochkommissars wurde ein Bericht über die Gewaltanwendung der Sicherheitskräfte gegen Demonstranten in Syrien veröffentlicht. Der Bericht dokumentiert die Anwendung schwerer Waffen in mehreren Städten.
23./24. August
Innerhalb von 24 Stunden starben 15 Demonstranten durch Sicherheitskräfte, unter anderem in Homs und Hama. In einem Damaszener Vorort wurden innerhalb von zwei Tagen 150 Menschen verhaftet.
Am 23. August begann der UN-Menschenrechtsrat mit einer Untersuchung der Gewalt in Syrien.
25. August
Am frühen Morgen wurde der Karikaturist Ali Ferzat in Damaskus von Bewaffneten überfallen, verschleppt und verprügelt. Kommentatoren vermuten die syrische Regierung als Drahtzieher des Angriffs.
30./31. August
Am 30. August gab es 7 Todesopfer, darunter 6 in der Gegend von Darʿā. Amnesty International veröffentlichte einen Bericht über 88 Menschen, die im Gewahrsam der Polizei zu Tode gekommen seien.
Am 31. August wurde ein Video veröffentlicht, in dem der Generalstaatsanwalt des Gouvernements Hama, Adnan Bakkour, seinen Rücktritt erklärt und berichtet, er sei Augenzeuge von 70 Hinrichtungen und Hunderten Vorfällen von Folter geworden. 420 Todesopfer seien von Sicherheitskräften und der Shabbiha-Miliz in öffentlichen Parks beerdigt worden, und er sei gezwungen worden zu sagen, bewaffnete Gruppen seien für die Tötungen verantwortlich. Das syrische Staatsfernsehen berichtete demgegenüber, Bakkour sei von bewaffneten Gruppen entführt worden.

## September
2. September
In mehreren Städten kam es zu Protesten gegen die Regierung. Sicherheitskräfte versuchten, Demonstrationen in zwei Damaszener Vororten gewaltsam aufzulösen. Dort und in Homs und Deir ez-Zor gab es mindestens 18 Todesopfer.
Die EU hat sich bei einem Außenminister-Treffen in Polen auf ein Öl-Embargo verständigt. Ab Sonnabend, 3. September durfte demnach kein Öl aus Syrien in die EU importiert werden.
7. September
Bei einer Militäroperation in der Stadt Homs kamen nach Aussagen von Aktivisten mindestens 17 Menschen ums Leben. Sicherheitskräfte waren mit Panzern in die Stadt eingerückt und es waren Schüsse zu hören. In vielen Stadtvierteln waren Telefon und das Internet unterbrochen worden. Am Vortag hatte in Homs eine Demonstration mit 2000 Teilnehmern stattgefunden.
Nach Angaben von Human Rights Watch wurden bei einem Angriff von Sicherheitskräften auf ein Krankenhaus in Homs 18 Patienten entführt. Die Patienten seien vom Krankenbett mitgenommen worden. Ärzte des Krankenhauses seien geschlagen worden.
Der geplante Besuch des Generalsekretärs der Arabischen Liga, Nabil Elaraby, in Syrien wurde von der syrischen Regierung verschoben und sollte am 10. September stattfinden.
9. September, „Freitag für internationalen Schutz“
Großdemonstrationen wurden aus den Städten Homs, Hama, Deir ez-Zor und Qamischli berichtet. Aktivisten hatten den Freitag unter das Motto gestellt, dass die Demonstranten Schutz durch die internationale Gemeinschaft erhalten sollten, und forderten eine ständige Beobachtermission der UN in Syrien. In der Stadt Jiza trugen Demonstranten ein Plakat mit der Aufschrift „Das Volk verlangt internationalen Schutz“. Aktivisten zufolge kamen fünf Menschen ums Leben, darunter ein 15-jähriger Jugendlicher.
Eine Delegation der syrischen Opposition war nach Russland gereist, um Unterstützung zu erhalten. Sie traf ein hochrangiges Parlamentsmitglied. Russlands Regierung hatte bisher die Sanktionen des Westens gegen die syrische Regierung nicht mitgetragen.
10. September
Der Generalsekretär der Arabischen Liga, Nabil Elaraby, besuchte Syrien und traf Präsident al-Assad und andere Regierungsmitglieder in Damaskus. Nach dem Treffen sagte er, dass eine Übereinstimmung über Reformschritte erzielt worden sei, und dass er Präsident al-Assad zu einem Zeitplan für Reformen gedrängt habe. Aktivisten kritisierten das lange Schweigen der Arabischen Liga zur Situation in Syrien und warfen der Arabischen Liga vor, die syrische Regierung im Amt halten zu wollen. Am selben Tag wurden nach Aktivistenangaben in Homs und in der Provinz Idleb mindestens 15 Menschen durch Sicherheitskräfte getötet.
12. September
Drei alawitische Geistliche aus Homs kritisierten die syrische Regierung, die selbst zum Großteil aus Alawiten besteht. Sie verurteilten die von der Regierung gegen Demonstranten ausgeübte Gewalt. Demgegenüber verneinten sie Berichte über Auseinandersetzungen zwischen den Religionsgruppen und beklagten insbesondere Berichte, dass es bei diesen Auseinandersetzungen zu Entführungen und Tötungen von Alawiten gekommen sei.
15. September
In Istanbul in der Türkei wählten Oppositionelle einen nationalen Rat (Syrischer Nationalrat). Er besteht aus 140 Mitgliedern; die Hälfte der Mitglieder lebt in Syrien. Der Rat soll mithelfen, die Regierung zu stürzen und danach eine Übergangsregierung bilden.
UN-Generalsekretär Ban Ki-moon rief den syrischen Präsidenten nachdrücklich zu einem Ende der Gewalt auf. Ihre bisherigen Versprechen habe die syrische Regierung nicht eingehalten.
16. September
In vielen Städten fanden Demonstrationen statt. In Hama, Homs und Darʿā schossen Sicherheitskräfte nach Angaben von Aktivisten auf Demonstranten und töteten dabei mindestens 44 Menschen.
23. September – Freitag für die Einheit der Opposition
Am Freitag, 23. September, fanden in mehreren syrischen Städten Demonstrationen statt, darunter in al-Rastan bei Homs mit 50.000 Teilnehmern, sowie in Hama, Deir ez-Zor und mehreren Vororten von Damaskus. Bei einer Demonstration im Damaszener Vorort Qabun wurden Parolen gegen die iranische Regierung und gegen die Hezbollah gerufen. Die Stadt Hama ist nach Angaben eines Bewohners von der syrischen Armee besetzt, es sollen innerhalb der Stadt viele Kontrollposten errichtet worden sein. Nach Angaben von Aktivisten kamen bei den Protesten am Freitag mindestens zwölf Menschen durch Sicherheitskräfte ums Leben.
Amnesty International berichtete über den Tod einer 18-jährigen Frau, die im Gefängnis gefoltert und zu Tode gekommen war. Sie wurde bereits im Juli verhaftet und war die erste Frau, die während der Aufstände in Syrien im Gefängnis starb.
Unterdessen hat sich die Schweiz mit Wirkung zum 24. September dem Ölimport-Embargo der EU angeschlossen.
30. September
In vielen Orten fanden Demonstrationen mit mehreren 1000 Teilnehmern statt, unter anderem in Vororten von Damaskus, in den Provinzen von Darʿā und Idlib, und in den Städten Homs, Hama und al-Rastan. In mehreren Orten kam es dabei zu Zusammenstößen der Demonstranten mit Sicherheitskräften, wobei es nach Angaben von Aktivisten insgesamt mindestens 30 Todesopfer unter den Demonstranten gab.
Mindestens in Damaskus und in al-Rastan kam es zu Desertionen in der Armee und zu Zusammenstößen desertierter Soldaten mit Sicherheitskräften, die loyal zur Regierung stehen. Über die Anzahl desertierter Soldaten gibt es unterschiedliche Angaben. In al-Rastan seien mindestens 100, oder bis zu 1000 Soldaten desertiert. Während ein Aktivist von mittlerweile 10.000 Mitgliedern der „Freien Syrischen Armee“ berichtete, sprach ein libanesischer Armeegeneral gegenüber dem Nachrichtensender al-Dschasira von keiner bedeutenden Spaltung innerhalb der syrischen Armee.

## Oktober
2. Oktober
Auf einer Konferenz syrischer Oppositioneller im türkischen Istanbul wurden Ziele des im September gegründeten Syrischen Nationalrats festgelegt. Der Syrische Nationalrat möchte die Opposition gegen die syrische Regierung vereinigen. Der Nationalrat repräsentiert verschiedene Oppositionsgruppen; sein Vorsitzender ist Burhan Ghalioun aus Paris.
Nach übereinstimmenden Angaben von Aktivisten und des staatlichen syrischen Fernsehens brachten Regierungstruppen die Stadt al-Rastan bei Homs unter ihre Kontrolle. Während die staatliche syrische Nachrichtenagentur von der Rückkehr zur Normalität in al-Rastan sprach, kam es nach Angaben einer Menschenrechtsorganisation aus London in der Stadt zu Dutzenden Todesfällen und zu Zerstörungen größeren Ausmaßes. Aus der syrischen Armee desertierte Soldaten bestätigten selbst ihre Beteiligung an den Kämpfen und sagten, dass sie sich aufgrund der Übermacht regierungstreuer Einheiten zurückgezogen hätten.
3./4. Oktober
Im Nordwesten und im Süden Syriens kam es nach Angaben von Aktivisten zu Zusammenstößen zwischen desertierten Soldaten und regierungstreuen Einheiten.
Amnesty International dokumentierte 30 Fälle von im Ausland lebenden Syrern, die wegen ihrer Aktivitäten bedroht wurden. Daran sollen auch Mitarbeiter syrischer Botschaften beteiligt gewesen sein.
7. Oktober
Am Freitag, 7. Oktober, fanden Demonstrationen gegen die syrische Regierung statt, bei denen auch die Unterstützung des von Oppositionellen getragenen Syrischen Nationalrats erklärt wurde. 21 Menschen kamen bei den Demonstrationen ums Leben. Unter den Getöteten war auch der kurdische Oppositionelle Maschaal Tammo (53), der in seinem Haus in Qamischli von vier Bewaffneten erschossen wurde. Tammo war Mitglied der kurdischen Zukunftspartei und des Syrischen Nationalrats.
12. Oktober
Im Stadtzentrum von Damaskus fand eine Demonstration zur Unterstützung der syrischen Regierung statt, an der zehntausende Menschen teilnahmen. Demonstranten wandten sich gegen eine Einmischung aus dem Ausland und dankten Russland und China für ihr Veto gegen eine Resolution im UN-Sicherheitsrat. Pro-Regierungs-Demonstrationen in der Größe hatte es in Syrien seit Monaten nicht gegeben. Gegen die Regierung gewandte Demonstrationen konzentrierten sich in Damaskus auf die Vororte, nicht auf das Stadtzentrum.
14. Oktober
An Demonstrationen, die unter dem Stichwort der „freien Soldaten“ (gemeint sind die aus der Armee Desertierten) in Darʿā, Aleppo und in Vororten von Damaskus stattfanden, nahmen Tausende Menschen teil. Nach Aktivistenangaben sollen elf Demonstranten von Sicherheitskräften erschossen worden sein.
Die vom UN-Menschenrechtsrat bestätigte Anzahl Getöteter seit Beginn der Proteste erreicht 3000.
15. Oktober
Bei einer Trauerfeier im Zentrum von Damaskus kam es zu Auseinandersetzungen zwischen Teilnehmern und Sicherheitskräften, wobei zwei Teilnehmer der Trauerfeier durch Schüsse getötet wurden. Zuvor waren Parolen gegen die Regierung gerufen und Sicherheitskräfte mit Steinen beworfen worden. Die Trauerfeier war für einen zehnjährigen Jungen veranstaltet worden, der am Tag zuvor bei einer Demonstration ums Leben kam.
In Homs und Darʿā führen Sicherheitskräfte Operationen in Wohngebieten aus, wobei Schüsse zu hören waren. Im Gebiet um Idlib suchten Sicherheitskräfte nach Desertierten.
Ein Komitee wurde von Präsident Baschar al-Assad eingesetzt, um eine neue Verfassung auszuarbeiten. Das Komitee hat hierfür 4 Monate Zeit. Zuvor war die Einführung eines Mehrparteiensystems versprochen worden.
28. – 30. Oktober
In der Stadt Homs kam es zu Gefechten zwischen Regierungstruppen und Deserteuren, die zur Opposition übergelaufen waren. Nach Angaben von Aktivisten beschossen die Regierungstruppen die Stadt und es gab drei Tote. Für Freitag, 28. Oktober, wurde von 40 Toten in ganz Syrien berichtet, sowohl durch Kämpfe als auch Einsätzen gegen Demonstranten. Die Arabische Liga forderte von Präsident Baschar al-Assad ein Ende der Gewaltanwendung.
Die britische Zeitung Sunday Telegraph veröffentlichte am 30. Oktober ein Interview mit Präsident al-Assad, in dem dieser den Westen vor einem Eingreifen in Syrien warnt. Ein Eingreifen würde neben Syrien auch die Nachbarländer destabilisieren, sagte er, und verglich diese Aussicht mit der derzeitigen Situation in Afghanistan. Zu den Aufständen in Syrien sagte er, dass Sicherheitskräfte anfangs „viele Fehler“ begangen hätten, nun aber nur noch gegen „Terroristen“ vorgegangen würde.

## November
2. – 4. November
Trotz einer Vereinbarung zwischen der syrischen Regierung und der Arabischen Liga zur Beendigung der Gewalt starben Demonstranten durch das Vorgehen der Sicherheitskräfte.
Nach der am 2. November getroffenen Vereinbarung sollten syrische Sicherheitskräfte nicht mehr gewaltsam gegen Demonstranten vorgehen, Armeeeinheiten sollten aus den Städten abgezogen werden und politische Gefangene sollten freigelassen werden. Journalisten und Menschenrechtsgruppen sollte erlaubt werden, die Lage zu überwachen. Oppositionsgruppen hielten die Zustimmung der syrischen Regierung zu der Vereinbarung jedoch für einen Versuch, Zeit zu gewinnen.
Nach Angaben von Aktivisten wurden Teile der Stadt Homs mit Artillerie beschossen. Innerhalb von zwei Tagen wurden über 100 Tote in ein Krankenhaus gebracht. In einem Vorort von Damaskus wurden Menschen mit scharfer Munition beschossen, wobei es einen Toten gab. Die französische Regierung warf der syrischen Regierung im Hinblick auf die Vereinbarung bereits vor, ihre Versprechen gebrochen zu haben.
7. November
Der oppositionelle Syrische Nationalrat nannte die Situation in Teilen von Homs katastrophal und rief die internationale Staatengemeinschaft auf, zum Schutz der Zivilbevölkerung tätig zu werden. Nach Angaben des Nationalrats und von Aktivisten waren Stadtviertel weiterhin unter Beschuss, Lebensmittel wurden knapp, Elektrizität und Wasser seien unterbrochen und Scharfschützen würden die Versorgung von Verwundeten behindern. Der Aufruf richtete sich an die Vereinten Nationen, die Organisation für Islamische Zusammenarbeit und die Arabische Liga.
Die Arabische Liga kündigte für Sonnabend, 12. November, ein Treffen an, um über die Nichteinhaltung der getroffenen Vereinbarung durch die syrische Regierung zu beraten.
8. November
Die syrische Armee begann eine Offensive in der Stadt Hama. Nach Angaben Oppositioneller sei die Stadt unter Beschuss genommen worden und es hätten Hausdurchsuchungen stattgefunden.
Der französische Außenminister Alain Juppé bezeichnete die Initiative der Arabischen Liga als gescheitert und brachte erstmals eine Anerkennung des oppositionellen Syrischen Nationalrats ins Gespräch.
9. November
Auf dem Weg zum Sitz der Arabischen Liga in Kairo wurde eine Delegation der syrischen Oppositionsgruppe „Nationales Koordinationskomitee“ von Demonstranten mit Eiern beworfen. Demonstranten wandten sich gegen einen Dialog der Opposition mit der syrischen Regierung; jedoch machten auch Vertreter des Koordinationskomitees deutlich, dass ein Dialog nicht in Frage komme, solange die Regierung Demonstrationen gewaltsam unterdrücke. Kommentatoren weisen zunehmend auf Spaltungen innerhalb der Opposition hin.
12. November
Auf Grund der fortdauernden Gewalt gegen Regierungsgegner suspendierte die Arabische Liga die Mitgliedschaft Syriens.
16. November
Syrische Deserteure griffen mit Panzerabwehrraketen das Gebäude des Luftwaffengeheimdienstes in Harasta an. Dabei wurden sechs Soldaten Assads getötet.
25. November
Bei erneuten Protesten kamen nach Angaben von Aktivisten 26 Menschen ums Leben, hauptsächlich in der Provinz Homs. Staatliche Medien berichten demgegenüber, dass ebenfalls in Homs zehn Mitglieder der Sicherheitskräfte bei einem Angriff ums Leben gekommen seien.
Die Arabische Liga diskutierte bei einem Treffen über Konsequenzen der Nichterfüllung des Ultimatums, das sie der syrischen Regierung gestellt hatte.

## Dezember
8. Dezember
In der Provinz Homs war eine Ölpipeline in Brand gesetzt worden. Während staatliche Medien bewaffnete Gruppen für den Angriff auf die Pipeline verantwortlich machten, sprachen Oppositionsgruppen davon, dass die Regierung die Pipeline bewusst in Brand gesetzt habe.
9./10. Dezember
An beiden Tagen kamen nach Angaben von Aktivisten insgesamt 61 Menschen durch Sicherheitskräfte ums Leben, unter anderem in Homs. UN-Generalsekretär Ban Ki-moon machte Präsident Baschar al-Assad für die anhaltende Gewalt in Syrien verantwortlich.
Oppositionsgruppen riefen für die am 11. Dezember beginnende Arbeitswoche zu zivilem Ungehorsam und zu einem Generalstreik auf.
12. Dezember
Auf Grundlage des im August erlassenen Wahlgesetzes wurden in ganz Syrien Wahlen auf lokaler Ebene durchgeführt. Bei den Wahlen sollen keine Listen der Nationalen Progressiven Front, einem ehemaligen Zwangsbündnis der Baath-Partei mit anderen Parteien, zur Wahl gestanden haben.
13. Dezember
Die UN-Hochkommissarin für Menschenrechte, Navi Pillay, sprach von mehr als 5000 Zivilisten, die von syrischen Sicherheitskräften ermordet wurden. Außerdem werde eine „gewaltige Anzahl“ in Lagern gefoltert und vergewaltigt. Pillay empfahl dem UN-Sicherheitsrat daher, den Internationalen Strafgerichtshof anzurufen.
16. Dezember
Russland und die Volksrepublik China erklärten sich bereit, im Weltsicherheitsrat eine Resolution gegen die staatliche Gewalt in Syrien zu unterstützen, jedoch ohne Druck, etwa in Form von Sanktionen gegen die Regierung, auszuüben. Dennoch fanden am 16. Dezember 2011 im ganzen Land große Demonstrationen statt, auch in der Hauptstadt Damaskus. Erneut wurde von Armeeangehörigen auf friedliche Demonstranten geschossen.
22.–28. Dezember
Die ersten Mitglieder der Beobachtermission der Arabischen Liga trafen am 22. Dezember in Damaskus ein. Die Beobachtermission wurde vom sudanesischen General Mustafa al-Dabi geleitet.
Am Tag nach der Ankunft der Beobachter explodierten am 23. Dezember Bomben an zwei Standorten syrischer Sicherheitskräfte in Damaskus. Staatliche Medien berichteten von 44 Toten und machten die Terrororganisation al-Qaida verantwortlich. Oppositionelle Gruppen sprachen demgegenüber davon, dass die Bombenangriffe von der Regierung selbst inszeniert worden seien.
Am 27. und 28. Dezember besuchten Mitglieder der Beobachtermission erstmals die Stadt Homs. Sicherheitskräfte hatten vor Ankunft der Beobachter Panzer aus der Stadt abgezogen, jedoch kamen Tränengas und scharfe Schüsse zum Einsatz, als sich zehntausende Demonstranten versammeln wollten. Aus Hama, das ebenfalls von den Beobachtern besucht wurde, war ein Video veröffentlicht worden, auf dem vor Sicherheitskräften flüchtende Demonstranten und schwarzer Rauch zu sehen war. Al-Dabi nannte die Situation in Syrien „an einigen Orten nicht gut“, insgesamt bezogen auf das, was die Beobachter hatten sehen können, aber „beruhigend“. Nach Angaben von Aktivisten wurden am Mittwoch, 28. Dezember mindestens sieben Menschen in verschiedenen Orten getötet, darunter auch in Homs und Hama.
Das syrische Staatsfernsehen berichtete von der Freilassung von 755 Menschen, die „bei jüngeren Vorkommnissen“ verhaftet worden seien.
30. Dezember
Bei den größten Protesten seit mehreren Monaten demonstrierten landesweit 500.000 Menschen gegen die syrische Regierung, davon in der Region Idlib allein 250.000. An mehreren Orten kam es zu Zusammenstößen mit Sicherheitskräften, die Tränengas und scharfe Schüsse einsetzten. Unter den Demonstranten gab es nach Angaben von Aktivisten 32 Tote.
Die Beobachtermission der Arabischen Liga setzte ihren Besuch syrischer Orte fort. Bei den Demonstrationen wurde auch Kritik an der Beobachtermission geäußert. Die Nachrichtenagentur Reuters berichtete von Transparenten mit der Aufschrift „Die Beobachter sind Zeugen, die überhaupt nichts sehen“.